# CF Brăila în sezonul 1996-1997
Sezonul 1996-1997  reprezintă al treilea sezon în Liga a II-a pentru Dacia Unirea Brăila după patru ani petrecuți în Liga I. 

## Echipă
| Nr. |         | Poziție | Jucător             |
| --- | ------- | ------- | ------------------- |
| 12  | România | P       | Ștefan Nicoloff     |
| 1   | România | P       | Constantin Brătianu |
| 4   | România | F       | Sandu Minciu        |
| 6   | România | F       | Laurențiu Ivan      |
| -   | România | F       | Gabriel Baciu       |
| -   | România | F       | Alexandru Rupedeal  |
| -   | România | F       | Nicușor Ciorășteanu |
| -   | România | M       | Daniel Deca         |
| -   | România | M       | Cristian Bândărică  |
| -   | România | M       | Cristian Baltă      |
| -   | România | M       | Ionuț Mihai         |
| -   | România | M       | Ionuț Alecu         |
| -   | România | M       | Ionel Drăgoi        |
| -   | România | M       | Marian Brăguță      |
| -   | România | M       | Ionel Vioreanu      |
| -   | România | M       | Daniel Pleșa        |
| -   | România | M       | Dorin Mardale       |
| -   | România | M       | Marcel Dobrescu     |
| -   | România | M       | Marius Milea        |
| -   | România | M       | Ștefan Vrăbioru     |
| -   | România | A       | Dănuț Oprea         |
| -   | România | A       | Mihăiță Stoian      |
| -   | România | A       | Gheorghe Cruți      |

## Transferuri

### Sosiri
| Post | Jucător        | De la echipa    | Sumă de transfer  | Dată |  | ---- |
| ---- | -------------- | --------------- | ----------------- | ---- |  | ---- |
| A    | Dănuț Oprea    | Gyõri ETO FC    | liber de contract | -    |  |      |
| A    | Gheorghe Cruți | Petrolul Brăila | liber de contract | -    |  |      |

### Plecări
| Post | Jucător          | De la echipa     | Sumă de transfer  | Dată |  | ---- |
| ---- | ---------------- | ---------------- | ----------------- | ---- |  | ---- |
| A    | Mircea Onisemiuc | FC Argeș Pitești | liber de contract | -    |  |      |
| M    | Ionel Drăgoi     | Metalul Toflea   | liber de contract | -    |  |      |
| F    | Călin Cojocaru   | CSM Reșița       | liber de contract | -    |  |      |

## Seria II

### Rezultate
| Victorii | Egaluri | Înfrângeri | Cea mai mare victorie | Cea mai mare înfrangere |

### Sezon intern
| 1  | Precizia Săcele     | Dacia Unirea Brăila |                                                    | 1-2 |
| 2  | Dacia Unirea Brăila | Politehnica Iași    |                                                    | 1-1 |
| 3  | Dacia Unirea Brăila | Metrom Brașov       |                                                    | 0-0 |
| 4  | Bucovina Suceava    | Dacia Unirea Brăila |                                                    | 2-1 |
| 5  | Dacia Unirea Brăila | FC Onești           |                                                    | 3-0 |
| 6  | Cetatea Târgu Neamț | Dacia Unirea Brăila |                                                    | 0-2 |
| 7  | Dacia Unirea Brăila | Rocar București     |                                                    | 4-0 |
| 8  | Poiana Câmpina      | Dacia Unirea Brăila |                                                    | 0-1 |
| 9  | Dacia Unirea Brăila | Dunărea Călărași    |                                                    | 1-0 |
| 10 | Metalul Plopeni     | Dacia Unirea Brăila |                                                    | 0-0 |
| 11 | Dacia Unirea Brăila | Petrolul Moinești   |                                                    | 3-0 |
| 12 | Foresta Fălticeni   | Dacia Unirea Brăila |                                                    | 3-0 |
| 13 | Dacia Unirea Brăila | Gloria Buzău        |                                                    | 2-0 |
| 14 | Steaua Mizil        | Dacia Unirea Brăila |                                                    | 0-2 |
| 15 | Dacia Unirea Brăila | Danubiana București |                                                    | 3-0 |
| 16 | Dunărea Galați      | Dacia Unirea Brăila | Pall 7' Popa 54'                                   | 1-1 |
| 17 | Dacia Unirea Brăila | Tractorul Brașov    |                                                    | 3-1 |
| 18 | Dacia Unirea Brăila | Precizia Săcele     |                                                    | 2-2 |
| 19 | Politehnica Iași    | Dacia Unirea Brăila |                                                    | 1-0 |
| 20 | Metrom Brașov       | Dacia Unirea Brăila |                                                    | 2-1 |
| 21 | Dacia Unirea Brăila | Bucovina Suceava    |                                                    | 2-1 |
| 22 | FC Onești           | Dacia Unirea Brăila |                                                    | 2-0 |
| 23 | Dacia Unirea Brăila | Cetatea Târgu Neamț |                                                    | 3-0 |
| 24 | Rocar București     | Dacia Unirea Brăila |                                                    | 4-0 |
| 25 | Dacia Unirea Brăila | Poiana Câmpina      |                                                    | 1-0 |
| 26 | Dunărea Călărași    | Dacia Unirea Brăila |                                                    | 1-0 |
| 27 | Dacia Unirea Brăila | Metalul Plopeni     |                                                    | 4-1 |
| 28 | Petrolul Moinești   | Dacia Unirea Brăila |                                                    | 3-1 |
| 29 | Dacia Unirea Brăila | Foresta Fălticeni   |                                                    | 4-1 |
| 30 | Gloria Buzău        | Dacia Unirea Brăila |                                                    | 0-0 |
| 31 | Dacia Unirea Brăila | Steaua Mizil        |                                                    | 9-0 |
| 32 | Danubiana București | Dacia Unirea Brăila |                                                    | 3-1 |
| 33 | Dacia Unirea Brăila | Dunărea Galați      | Baldovin 18' Rupedeal 37', 60' Strelțov 85' (pen.) | 3-1 |
| 34 | Tractorul Brașov    | Dacia Unirea Brăila |                                                    | 4-0 |

 Clasamentul după 34 de etape se prezintă astfel: